# فريتز وليامز هوبكينز
فريتز وليامز هوبكينز (بالإنجليزية: Frederic Williams Hopkins) هو محامي وقاضي أمريكي، ولد في 15 سبتمبر 1806، وتوفي في 21 يناير 1874.